# Maurice Jeance
Maurice Jeance, né le 11 mars 1875 dans le 4e arrondissement de Paris et mort le 30 avril 1972 à Paris dans le 16e arrondissement, est un ingénieur et officier de marine français, pionnier de la radiodiffusion.
Élève de Camille Tissot, il perfectionna la télégraphie sans fil (TSF), notamment en réalisant des expérimentations avec Gustave Ferrié, tant sur terre qu'en mer. Il s'intéressa aux équipements de goniométrie durant la Première Guerre mondiale, puis quitta ces activités et entra dans l'industrie privée à la Société lyonnaise des eaux et de l'éclairage (SLEE, devenue « Lyonnaise des Eaux » puis « Suez Eau France ») où il travailla jusqu'à la fin des années 1950.

## Biographie

### Famille et formation

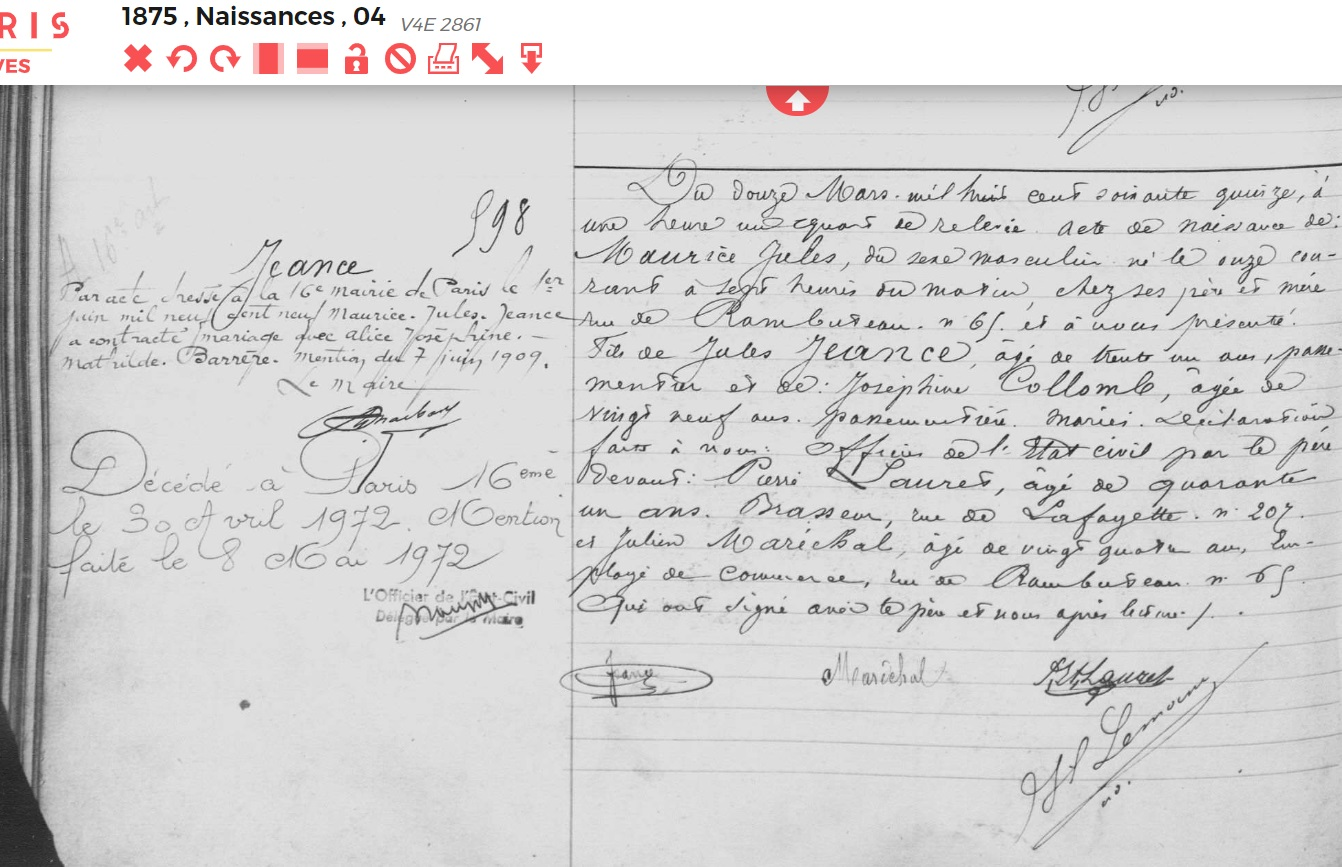
1875.03.12 - Acte de naissance de Maurice Jeance.

Maurice Jules Jeance naît le 11 mars 1875 dans le 4e arrondissement de Paris du mariage de Jules Jeance, passementier, et de Joséphine Collomb, passementière.
Le 1er juin 1909 à Paris à la mairie du 1er arrondissement, il épouse Alice Joséphine Mathilde Barrère.
Il meurt le 30 avril 1972 à Paris dans le 16e arrondissement

### 1900 - 1910: expérimentations d'appareils de téléphonie sans fil

#### Premières expérimentations pour la Marine
En 1899, Camille Tissot rédige le Manuel de T.S.F destiné à servir à l’instruction du personnel. Une décision du 29 décembre 1899 prescrit à l’École des torpilleurs d’enseigner l’utilisation des ondes hertziennes et le manuel de Tissot est envoyé le 12 janvier 1900 à Toulon en deux exemplaires l’un pour des cours, l’autre pour le port de Toulon qui va, à son tour réaliser des expérimentations sous la responsabilité des lieutenants de vaisseau Victor Colin et Maurice Jeance.

#### Retour aux études
Les enseignes de vaisseau Victor Colin et Maurice Jeance entrent à l'École supérieure d'électricité. L’ouverture d’une section d’école de TSF venait en effet d'amener la création de véritables cours magistraux dont l’un, de TSF théorique, fut confié au commandant Tissot, concurremment avec le colonel Ferrié. Victor Colin et Maurice Jeance en sortiront diplômés en juillet 1903. Enseigne de vaisseau, Maurice Jeance est élu membre de la Société internationale des électriciens, le 7 janvier 1903.

#### L'émetteur à étincelles

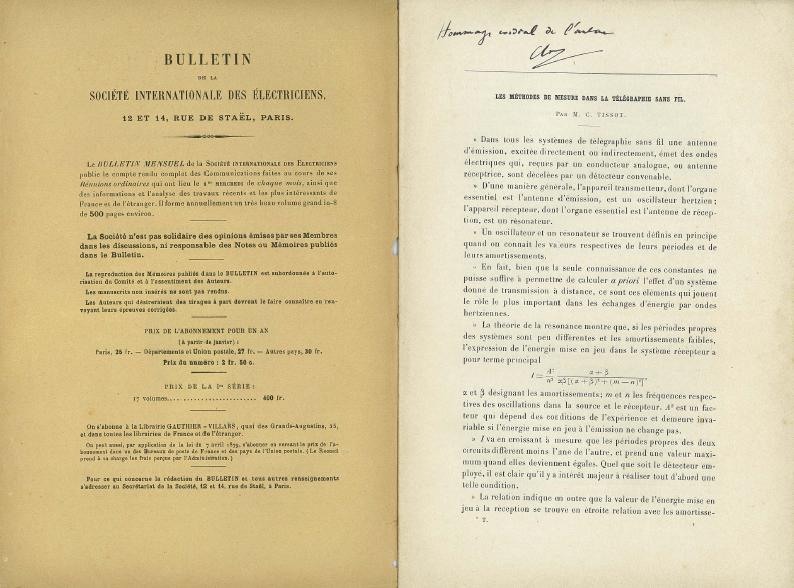
Article de Camille Tissot, accompagné d'une dédicace à Maurice Jeance, paru dans le no 57 de juillet 1906 du Bulletin de la Société internationale des électriciens.

Sous la conduite de Camille Tissot, Maurice Jeance et Victor Colin améliorent durant plusieurs années l'émetteur des ondes radio. Ils emploient le moyen exposé en 1892 par Elihu Thomson, c’est-à-dire l’arc électrique et utilisent l'émetteur à arc, dit Arc de Poulsen dû à l'inventeur danois éponyme Valdemar Poulsen en 1903,,. Maurice Jeance utilise les résultats des travaux de Camille Tissot qui publie plusieurs communications dans le bulletin de la Société internationale des électriciens.

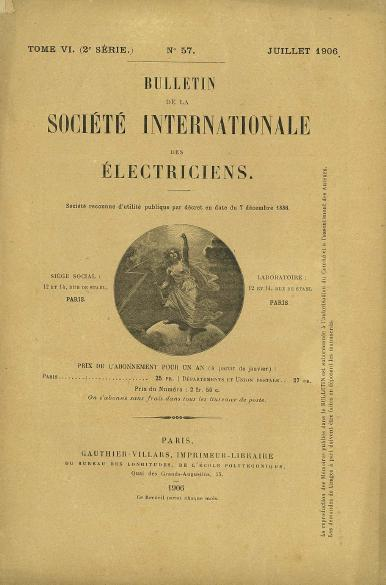
Couverture du no 57 de juillet 1906 du bulletin de la Société internationale des électriciens.
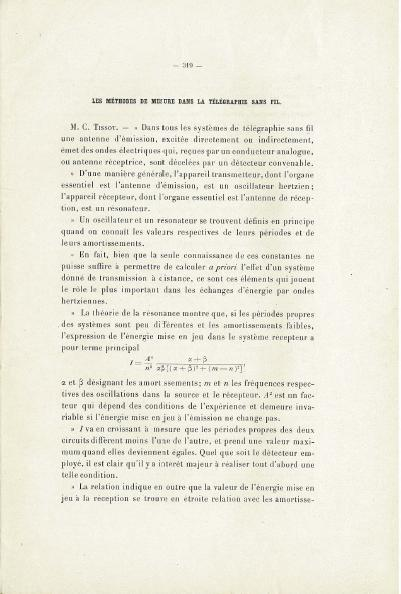
Article de Camille Tissot à la page 319.
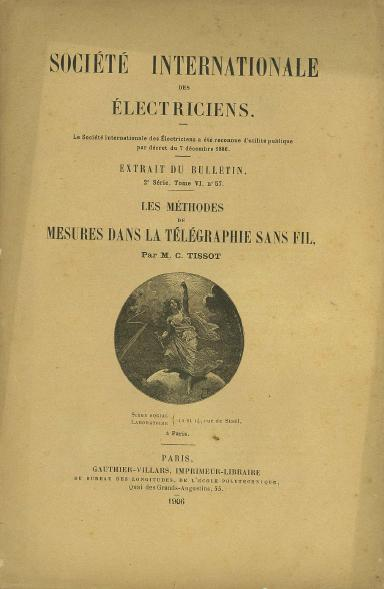
Tiré à part de l'article de Camille Tissot.

#### Les travaux de la fin des années 1900
En 1907, la Commission centrale de TSF, créée en 1905, intègre la Commission technique interministérielle de TSF. Siègent dans cette Commission centrale de grands experts : le général Ferrié de l'Armée de Terre, le Capitaine de vaisseau Gaschard, le lieutenant de vaisseau Camille Tissot ainsi que les enseignes de vaisseau Victor Colin et Maurice Jeance. Cette commission a pour mission de coordonner les besoins des différents ministères dans le domaine de la TSF.
Maurice Jeance réalise alors différentes expérimentations, à la fois pour la Marine et pour le ministère des PTT. En 1908, il réalise avec la Marine des expérimentations sur le bâtiment Le Condé, sur le cuirassé République, sur le bâtiment Kléber, pendant sa traversée vers le Maroc. Il réussit ainsi à établir des communications entre le port de Casablanca et la tour Eiffel, distants de 2 000 km.
Au cours de l'année 1908, Victor Colin et Maurice Jeance reçoivent pour objectif de mettre au point avec la Compagnie générale de radiotélégraphie, nouvellement créée, de nouveaux matériels de téléphonie sans fil : ce sera le « système Colin-Jeance ». C'est pendant cette période qu'ils réalisent une liaison entre la station de la pointe du Raz, installée par Camille Tissot, et la station de la Tour Eiffel distante de 528 km, liaison qui pulvérisera le record de distance en France. Cette station avait été installée par Gustave Ferrié en 1908. Elle était beaucoup plus importante que l'antenne précédente et orientée perpendiculairement à la Seine, dans un bâtiment souterrain sous le Champ de Mars, de façon à atténuer le bruit de l'émetteur à étincelles qui gênait les riverains du Champ de Mars. Ce long couloir souterrain qui reliait la tour à l'École militaire est encore accessible en 2010 (entrée près de la tour). C'est par cette initiative que Gustave Ferrié a sans doute sauvé la tour Eiffel de la destruction. Sans cette utilisation et l'appui personnel de Gustave Eiffel, la tour aurait sûrement été démontée conformément au souhait de la Ville de Paris qui voulait récupérer le site pour aménager un jardin public.
En janvier 1909, Victor Colin et Maurice Jeance réalisent les premiers essais de téléphone sans fil à la tour Eiffel. Ils en communiquent les résultats le 7 juillet 1909 lors d'une réunion de la Société internationale des électriciens : « L'emploi des oscillations électriques entretenues a permis de réaliser le problème de la transmission sans fil de la voix humaine a des distances considérables » et « Nous avons, mon camarade Jeance et moi, intégré tous les résultats qui nous ont paru acquis à la suite des recherches antérieures dont nous avons pu avoir connaissance, et, partant de cette base suffisamment solide, nous avons entrepris de nouvelles études à l'aide de très modestes ressources mises à notre disposition par le département de la Marine ». Cette communication est suivie de celle de Camille Tissot.
Durant toutes ces années, Maurice Jeance, qui parle couramment le russe, se rend tous les trois mois en Russie dans le cadre des accords de coopération militaire au sein de l'alliance franco-russe. Il y rencontre les équipes russes issues des travaux d'Alexandre Popov, l'inventeur de l'antenne, pour les aider à réaliser les expérimentations de télégraphie sans fil entre bâtiments de la Marine.

#### La reconnaissance de la France

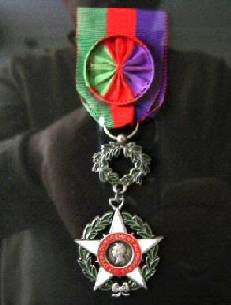
Grande médaille d'or de la Société d'encouragement au progrès

En 1908, Édouard Belin (inventeur de la télégraphie par images), Édouard Branly (pionnier de la TSF), Louis Cailletet (physicien, de l’institut de France), Albert Lebrun (futur Président de la République), Louis Lumière (inventeur du cinématographe) et Paul Painlevé (mathématicien, futur président du conseil) fondent la société d'encouragement au progrès qui depuis 1907 décerne chaque année la « grande médaille d'or ». Le premier lauréat est le lieutenant de vaisseau Henri Farman en 1908, et dès 1909 Maurice Jeance et Victor Colin reçoivent la « grande médaille d'or », pour leurs expérimentations d'appareils de téléphonie sans fil.

#### La fin des expérimentations
Les essais de téléphonie sans fil à la tour Eiffel marquent l'apogée des travaux liés aux émetteurs à étincelles. En effet, dès 1909, Lee De Forest invente la triode, tube électronique amplificateur, qui va révolutionner les télécommunications. L'arrivée de la triode annonçait en effet la fin des expérimentations autour de l'émetteur à étincelles.

### Le début des années 1910, la Première Guerre mondiale
Le 23 mai 1910, le premier service régulier de transmission de signaux horaires est opérationnel. Ces signaux sont entendus à 5 200 km la nuit et moitié le jour. Les signaux sont perçus de jour à Batoum (Géorgie), de nuit à Glace-Bay (Canada). Le commandant Ferrié propose la création d'une organisation internationale de l’heure, afin d’unifier la mesure du temps sur toute la Terre et de procéder à la détermination exacte des longitudes. C'est ainsi que le lieutenant de vaisseau Maurice Jeance participe aux travaux de la première conférence internationale en octobre 1912.
Maurice Jeance arrête les expérimentations d'appareils de téléphonie sans fil et étudie la radiogoniométrie.
En 1911, Maurice Jeance fait partie du jury du 7e prix Jacques-Balsan de photographie aéronautique sur le thème « L'art de se photographier soi-même en ballon ».
La mise en œuvre des premiers équipements de goniométrie lui permettra de fournir de précieux renseignements sur les mouvements de l'ennemi en Belgique et dans le Nord de la France durant la Première Guerre mondiale.
Maurice Jeance aimait rappeler qu'il avait été envoyé en mission en 1914 chez les industriels anglais du textile pour étudier le tissu et la couleur du nouvel uniforme de l'armée française : celle-ci était en effet alors équipée de capotes de couleur dite « gris de fer bleuté » et de pantalons et képi de couleur dite « garance » du nom de l'élément de teinture. Très visibles de loin, ces uniformes étaient totalement inadaptés aux nouvelles armes qu'étaient les mitrailleuses, les soldats se faisant abattre en grand nombre à distance. C'est ainsi que Maurice Jeance ramena le drap de couleur dite « bleu horizon », on pensait alors que les soldats étant vus d'abord de loin, devaient se confondre avec la ligne bleue du ciel.

## Pour approfondir